# 蒂姆·里姆
提摩太·米高·"添"·偉廉（英語：Timothy Michael "Tim" Ream，1987年10月5日—）是一名美國職業足球員，司職後衛，現時效力美國職業足球大聯盟球會夏洛特，亦是美國國家隊成員之一。

## 俱樂部生涯

### 保頓
添·偉廉於2012年1月26日加盟英超球會保頓，雙方簽訂三年半合約，偉廉特意取消自己的蜜月以便與保頓簽約。他獲發「32」號球衣，於2月18日在英格蘭足總盃作客2-0擊敗首次披甲上陣；並於下個週末0-3負於車路士在英超處子登場。

## 國家隊
2010年11月11日，里姆首次被召入美国国家队集训名单。11月17日，他在开普敦1比0击败南非的友谊赛中首发登场，第一次代表美国国家队出场。2011年1月22日，他在和智利的友谊赛中完成第二次出场，这次他首发并打满全场。

## 外部連結
- 足球数据库：添·偉廉的球员统计数据
- 保頓官網簡歷 （页面存档备份，存于）
- St. Louis bio
- MLS player profile （页面存档备份，存于）
- 蒂姆·里姆在National-Football-Teams.com的資料